# Gourmaëlon
Gourmaëlon de Bretagne fut comte de Cornouaille et prince de Bretagne de 908 à 913. Gourmaëlon est la forme moderne du nom de l’un des personnages les plus obscurs de l’histoire de la Bretagne médiévale.

## Étymologie
Le linguiste celtisant Joseph Loth envisageait deux sens à ce nom : « celui aux sourcils bruns » ou « l’homme prince, le chef ». La forme d'origine était vraisemblablement : Uumaelon, ou Wrmaëlon, devenu sous sa forme écrite Gurmhailon, puis Gourmaëlon.

## Biographie
Fils d'un certain Haerueu, il semble qu’il dirigeait l’honor de Cornouaille avec le titre de comte (comes Cornubiae) à la fin du règne d’Alain Ier de Bretagne, et qu’après la mort de ce roi, en 907, il ait mis à profit la rivalité entre ses héritiers, fils et gendres, pour régner sur le royaume de Bretagne sans toutefois prendre le titre de roi, ayant une « autorité plus nominale que réelle ».

### Mentions historiques
Son règne n’est connu qu’au travers de sa participation à quelques actes publics où il n'apparaît parfois que comme simple témoin,: 
Il est par contre mentionné comme Gurmahilon regnante Britanniam dans une donation faite au monastère Saint-Sauveur de Plélan d’une partie de la paroisse d'Elven par le comte Tanguy et son filleul Derrien, respectivement gendre et fils d’Alain le Grand.   
Dans une concession du 25 octobre 913, confirmée le 28 octobre à Redon, il est dit : « Gurmahilon comitem qui tunc monarchiam Britanniae regebat ». Il souscrit à cet acte comme témoin, après l’évêque Bili de Vannes, Mathuedoï de Poher (autre gendre d’Alain), et avec son fils nommé Daniel, qui porte un nom déjà relevé dans la liste des princes de Cornouaille du cartulaire de l’abbaye de Landévennec : « Gurmhailon, comes testis, Deniel, filius ejus, testis ». Sa mort à la fin de la même année, vraisemblablement dans un combat contre les Scandinaves semble faire l’objet d’une entrée dans le Manuscrit 476 de la bibliothèque d’Angers, dit Anecdota novissima : « Anno DCCCCXIII Guuormaelon oc[cissus est] » . Les Annales Rotonenses relèvent également la mort de Gourmaëlon en 913.